# 허규
허규(許珪, 1884년 ~ 1957년)는 한국의 독립운동가이다. 호는 일헌(一軒)이다.

## 생애
허규는 허형(許蘅)의 삼남이며, 허발의 아우이다. 시인 이육사에게 가장 많은 영향을 준 외숙부이기도 하다. 어릴 때부터 한학을 배워 시에 능했으며, 유주목의 총애를 받았다. 프랑스 외방선교회가 설립한 한성법어전문학교(漢城法語專門學校)를 졸업하였다. 허규는 종숙 허위가 창의하자 격려문을 배포하는 활동을 하다가 체포되어 수개월간 옥고를 치렀고, 1919년 3·1운동 때에도 6개월 간 고초를 겪었다. 1925년 허규는 대한광복회 사건으로 도만하였다. 특히 김규식(金奎植) 김구(金九) 안재홍(安在鴻) 여운형(呂運亨) 등과 친교가 두터웠다.
1928년 대한민국임시정부의 지령을 받고 군자금 모집과 동지 규합을 목적으로 국내에 잠입하여 활동하다가 체포되어 경성형무소에서 5년간 옥고를 치르고 가석방되었다. 그 후 비밀결사 사건으로 서울 왕십리에서 다시 체포되어 1년간 옥고를 치렀다. 내종질 이원기·이원록·이원일 등은 독립운동의 동지였다. 1935년 이후 허규는 전후 3차의 시국사범으로 복역하였다.
허규는 1944년 8월 10일 서울에서 조직된 조선건국동맹의 상위지도부에 이걸소(李傑笑)·최병철(崔秉喆)·이여성(李如星)·박승환(朴承煥)·김문갑(金文甲)·이상백(李相佰)·이만규(李萬珪)·이수목(李秀穆)·정재철(鄭載轍) 등과 함께 추대되었다. 조선건국동맹은 일제의 말기적 탄압이 가중되고 있을 때 조동호·여운형 등 민족사회주의자와 민족주의자가 연합하여 조직한 비밀결사이다.
허규는 1945년 해방이 되자 건국준비위원회의 중앙위원으로 참여하였고, 1946년에는 김규식과 안재홍의 공동 추천으로 남조선과도입법의회의 사민당 (사회민주당) 소속 관선의원이 되었다. 특히 김구와 통일 조국을 위해 노력하였으나, 1950년 6·25전쟁이 발발하자 정계와는 관계를 끊고 대구에 내려와 최준(崔浚) 등과 아양음사(峨洋吟社)를 창립하여 시회(詩會)를 열며 여생을 보냈다. 1957년 11월 별세하였다. 묘는 경기도 양평에 있다.